# モンパルナス駅
モンパルナス駅（フランス語: Gare Montparnasse）はフランスの首都パリにある、フランス国鉄（SNCF）の主要ターミナル駅の一つである。

## 所在地
パリ市の南よりのモンパルナス地区にある。行政区では14区と15区にまたがっている。なお、かつてメトロにもモンパルナス駅（Gare Montparnasse）が存在したが、1942年にメトロのビヤンヴニュ駅と統合されモンパルナス＝ビヤンヴニュ駅となった。

## 利用可能な路線、列車
主にフランス西部、南西部方面行の列車の始発駅である。なお、パリから西方向へ向かう路線はサン・ラザール駅始発のものもあり、ヴェルサイユなどへは双方から路線がある。この場合モンパルナス発のものを左岸（Rive Gauche）線、サン・ラザール発のものを右岸（Rive Droite）線と呼ぶ。
- TGV - LGV大西洋線経由、ル・マン、レンヌ、ナント、トゥール、ボルドー方面行など
- コライユ - フランス西部方面行
- TERサントル＝ヴァル・ド・ロワール（英語版、フランス語版） - シャルトル行など
- TERノルマンディー（英語版、フランス語版） - グランヴィル行など
- 近郊列車（ トランシリアンN線 : ヴェルサイユ経由イヴリーヌ県方面

メトロのモンパルナス＝ビヤンヴニュ駅と接続しており、乗り換えが可能である。パリの主要ターミナル駅では唯一RERとの接続がない。

## 歴史
モンパルナス駅の起源は1840年に開業したパリ-ヴェルサイユ左岸線の起点駅である。開業時には「メーヌ城門桟橋（Embarcadère de la barrière du Maine）」と呼ばれていた。当時まだ存在していたフェルミー・ジェネロの城壁の外側の、現モンパルナス駅とほぼ同じ位置にあった。
1849年にシャルトルまでの路線が開業すると駅は手狭になった。また現在のパリ市境にあたるティエールの城壁が1844年に完成しており、フェルミー・ジェネロの城壁は不要となっていた。そこでより市街地に近いモンパルナス大通りに接する位置に駅を移転することになり、ヴィクトール・ルノワールの設計による新駅が1852年に開業した。
1855年にはフランス西部の鉄道会社数社が合併し西部鉄道が発足した。モンパルナス駅は西部鉄道のパリに2つあるターミナルのうち、セーヌ川の左岸側に位置していたことから「西駅-左岸（Gare de l'Ouest - Rive gauche）」の別名でも呼ばれた。なお「右岸」駅はサン・ラザール駅である。

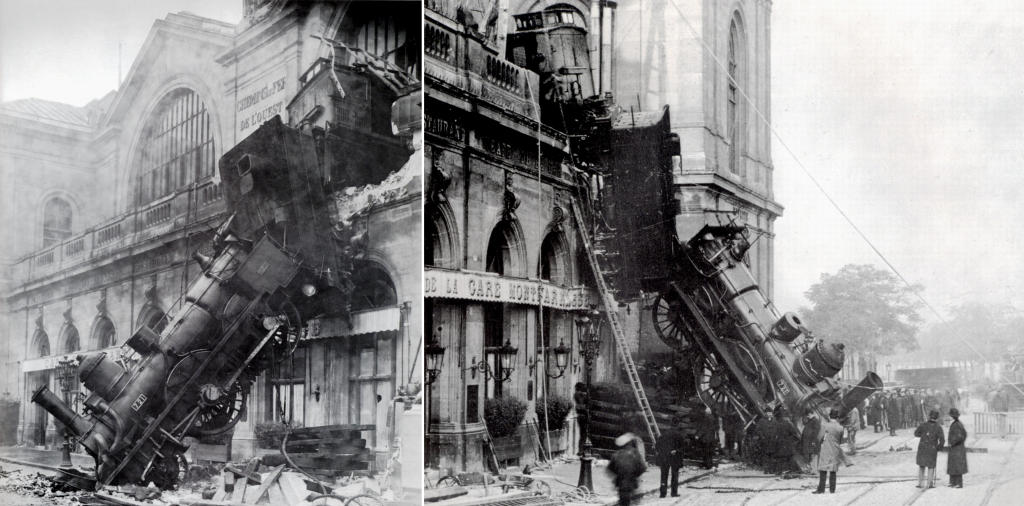
1895年の事故

1895年10月22日にモンパルナス駅で起きた鉄道事故（詳細は「モンパルナス駅脱線事故」を参照）は、死亡者こそ1名に留まったものの、鉄道史に刻まれる衝撃を残した。
グランヴィル発モンパルナス行の列車（蒸気機関車+荷物車3両、郵便車1両、客車8両）が、自動空気ブレーキの動作不良のため減速できずに駅に進入した。機関車は車止めを乗り越え駅舎を突き破り、先端が約9m下のレンヌ広場の馬車鉄道停留所に落下した。駅前で新聞を売っていた女性に駅舎の破片が当たり死亡した。また乗客と機関士、火夫を含む数名が負傷した。事故の際に連結器が外れたため、客車はすべて駅内部にとどまっていた。事故現場を撮影した写真が2枚残っており、衝撃的な画像としてしばしば使用される。ロックバンド・MR. BIGは1991年に発表したアルバム『リーン・イントゥ・イット』のジャケットに機関車を右側から捉えた写真(右の画像の左側のもの)を使用した。
1900年には線路4本とホームが増設されたが、第一次世界大戦後にはそれでもホーム不足が深刻になってきた。そこで1929年に、当時の駅よりも南のメーヌ広場（現ビヤンヴニュ広場）とヴォージラール大通りの南側に到着列車用のメーヌ駅（Gare du Maine）が作られた。この位置はほぼ現在のモンパルナス駅の位置である。1934年にはメーヌ駅に出発用のホームも設けられ、長距離列車はメーヌ駅、近郊列車はモンパルナス駅と使い分けられるようになった。
1944年のパリの解放では、モンパルナス駅が重要な舞台となった。8月25日、南側からパリに入城した自由フランス軍第2機甲師団のフィリップ・ルクレールはモンパルナス駅に司令部を置き、ドイツ軍との市街戦の指揮をとった。同日16時頃、ドイツ軍のパリ駐留部隊司令官フォン・コルティッツが駅に出頭し、ルクレールとの会談の後降伏した。
1960年代に入ると、パリの再開発の一環としてモンパルナス駅を南に移転してメーヌ駅と統合し、跡地にオフィスビルとショッピングセンターを建設することになった。新駅への移転は1965年に行われた。この時点では駅舎は頭端側（現ポルト・オセアン）のみであり、パスツール大通りは単なる跨線橋だった。旧駅の跡地には1972年にモンパルナス・タワーが完成した。
1989年のLGV大西洋線開通に伴うTGVの乗り入れのため、駅は更に増改築された。1987年には駅舎（ポルト・オセアン）の改築が行われた。1991年にはパスツール大通りを挟む形でホーム上にオフィスビルが建てられ、その下にパスツール駅舎が作られた。1995年にはホーム上がすべて人工地盤で覆われたアトランティック庭園が完成した。

## 駅構造

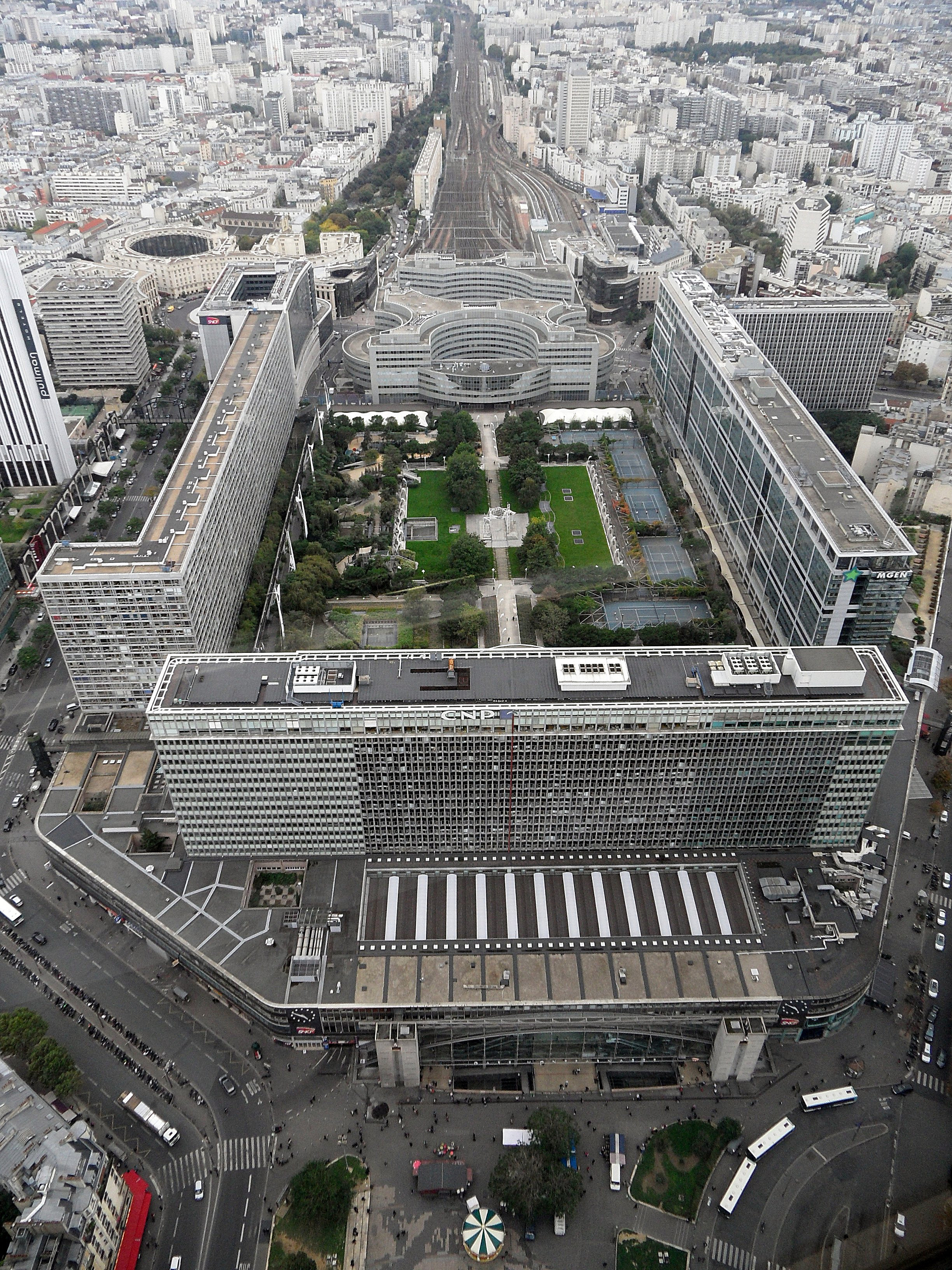
巨大な橋上駅舎

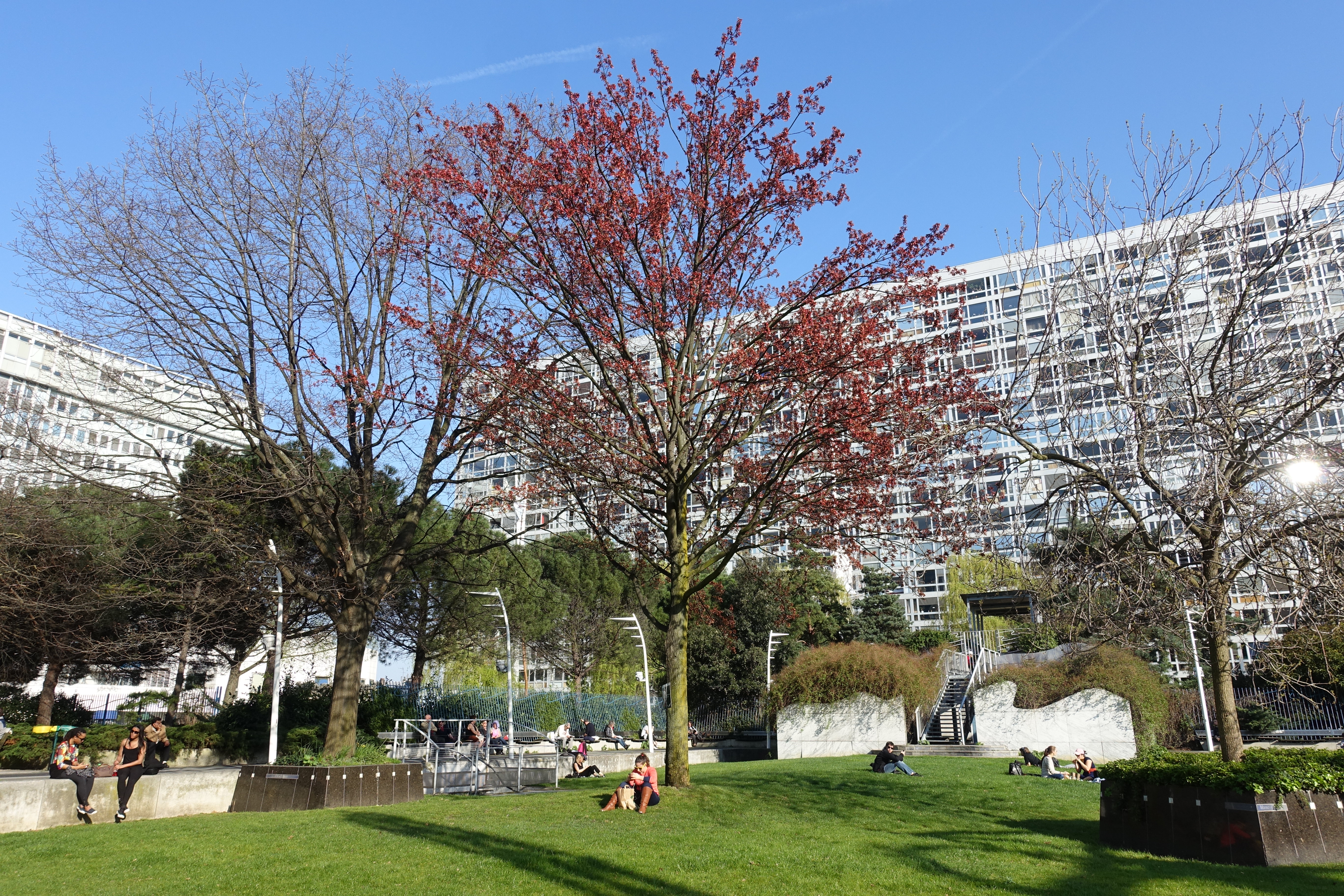
屋上庭園

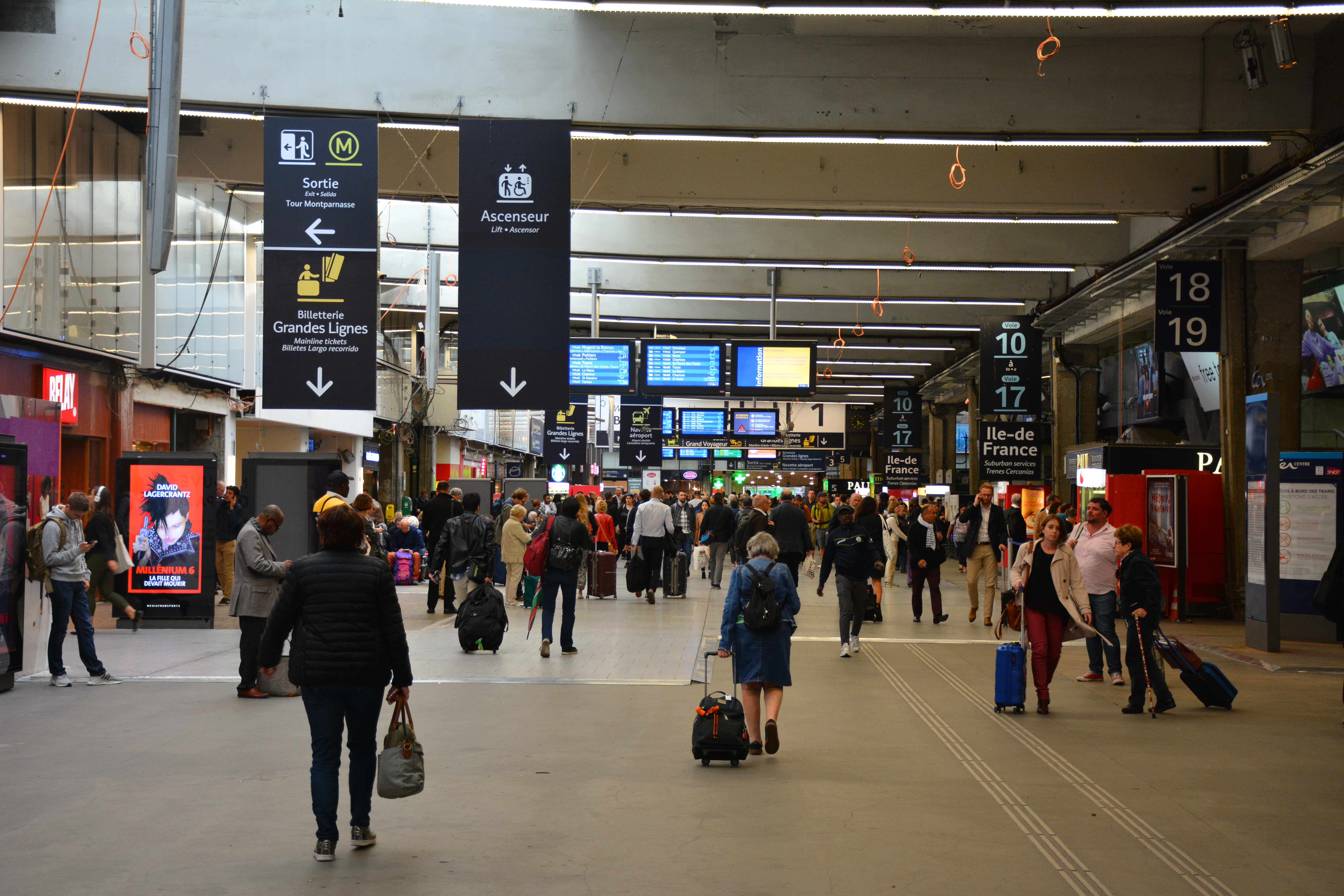
コンコース

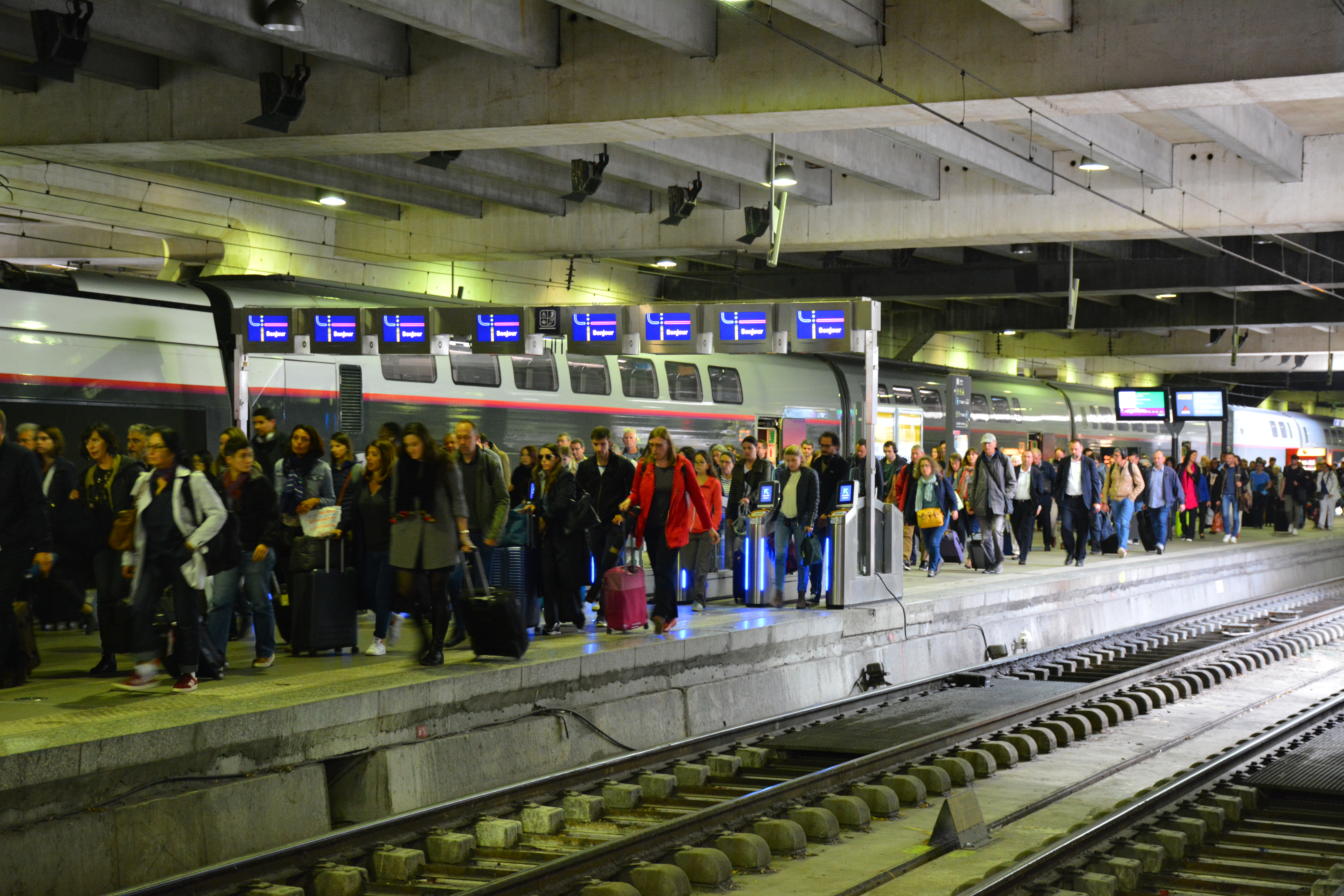
乗り場の様子

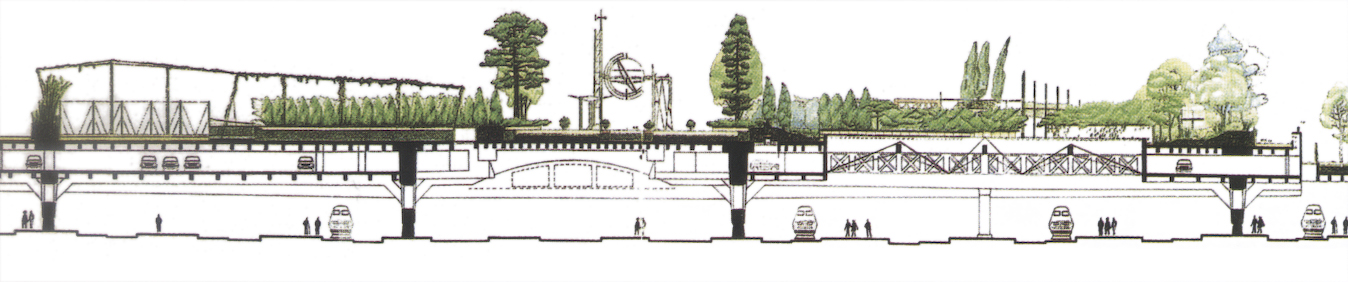
駅とアトランティック庭園の断面図

南北方向に28線（東から1〜24番線および25〜28番線）の線路がある。ホームはすべて北側が行き止まりの頭端式ホームである。駅全体が北向きの傾斜地にあるため、北側では高架駅だが南側では掘割状の構造になり、パスツール大通りの跨線橋が駅の上を通っている。25〜28番線は他のホームから離れてパスツール大通りの南側にある。
モンパルナス駅には3つの駅舎がある。
ポルト・オセアン（Porte Océane）
モンパルナス1（Montparnasse 1）とも呼ばれる。1〜24番線ホームの北側（頭端側）にある。最も主要な駅舎であり、地上部にラウル＝ドートリー広場とメーヌ大通りへの出入り口、地下1階にメトロへの連絡通路、2階（日本式表記では3階）部分にホームがある。ホーム頭端部のコンコースをオール・メーヌ（Hall Maine）と呼ぶ。
パスツール駅（Gare Pasteur）
モンパルナス2（Montparnasse 2）とも呼ばれる。パスツール大通りの北側、1〜24番ホームの南よりの上に位置する橋上駅舎であるが、コンコースはパスツール大通りの１つ下の層にある。このコンコースをオール・パスツール（Hall Pasteur）と呼ぶ。駐車場やタクシー乗り場と直結している。
ヴォージラール駅（Gare Vaugirard）
モンパルナス3（Montparnasse 3）とも呼ばれる。パスツール大通りの南側、25〜28番ホームの頭端側に位置する。他の駅舎、ホームとは24番ホーム上の動く歩道で結ばれている。
これら3つ、特にヴォージラール駅と25〜28番ホームは地図や時刻表などで別の駅として扱われることがある。
ホームは原則として以下のように使い分けられている。
- 1〜9番線 : TGV inOuiとOuigo
- 10〜17番線 : トランジリアンN線
- 18〜24番線 : TERサントル＝ヴァル・ド・ロワールとされているが、TGVも多く利用する。
- 25〜28番線 : TERサントル＝ヴァル・ド・ロワールおよびTERノルマンディー

トランジリアンN線用ホームの入口には自動改札機が設置されている。
パスツール大通りより北側のホーム上は人工地盤で覆われており、その上にアトランティック庭園と呼ばれる庭園がある。

## 利用状況
近年の年間乗降人員の推移は下表の通り。
| 年                          | 2015     | 2016     | 2017     | 2018     | 2019     | 2020     | 2021     | 2022     | 2023     |
| --------------------------- | -------- | -------- | -------- | -------- | -------- | -------- | -------- | -------- | -------- |
| 年間利用客                  | 55167664 | 55162747 | 57752742 | 59174533 | 61374056 | 32447396 | 41039816 | 56862435 | 64471254 |
| 年間乗降客数 (非旅行者含む) | 68930603 | 68903364 | 72096492 | 73296351 | 76622775 | 40623410 | 51402955 | 71219734 | 80757023 |

## 駅周辺
駅北側の旧モンパルナス駅跡地には、パリで最も高い超高層ビルモンパルナス・タワーと、ギャラリー・ラファイエットなどが入るショッピングセンターがある。旧駅跡地の東側の通りをデパール（Départ、出発）通り、西側をアリヴェ（Arivée、到着）通りというが、これは旧駅舎の左（東）側が出発用、右（西）側が到着用と使い分けられていた名残である。
その北側の旧駅前広場（1940年6月18日広場、旧称レンヌ広場）からはパリ中心部へ向かってレンヌ通りが一直線に延びている。これは駅開業後にオスマンのパリ改造の一環として作られたものである。通りの名はモンパルナス駅発の鉄道沿線の主要都市であるレンヌから取られた。
モンパルナス駅やその周辺にはレジスタンス運動やパリの解放を記念したものが多くある。旧駅前広場の名称「1940年6月18日広場」は、シャルル・ド・ゴールが亡命先のロンドンから徹底抗戦を呼び掛ける放送を行った日付に由来する。また駅屋上のアトランティック庭園北側にはフィリップ・ルクレールとジャン・ムーランを記念する博物館がある。庭園内の歩道には「第2機甲師団（Deuxième division blindée）」や「ドロンヌ大尉（Capitaine Dronne、パリに一番乗りした戦車中隊の中隊長）」といった名がつけられている。これら旧跡の他駅周辺にはクレープを扱う店が多数軒を連ねている。

### メトロ・バス
メトロ4、6、12、13号線のモンパルナス＝ビヤンヴニュ駅はモンパルナス駅の北側にあり、オセアン駅舎の地下一階で直接つながっている。6、13号線のホームはモンパルナス駅から比較的近くにあるが、4、12号線ホームは遠く離れている。
オセアン駅舎前のラウル＝ドートリー広場には「モンパルナス駅（Gare Montparnasse）」バス停があり、パリ市内各地への路線バスが発着する。また、オセアン駅舎東側のコマンダン＝ルネ＝ムショット通りにはエールフランスの運行するシャルル・ド・ゴール空港、オルリー空港行のバスの停留所がある。
パスツール駅舎前には「モンパルナス2・TGV駅（Montparnasse 2 Gare TGV）」バス停があり、ヴォージラール駅舎近くのコタンタン通りには「コタンタン・モンパルナス3（Cotentin Montparnasse 3）」バス停がある。いずれも「モンパルナス駅」バス停に比べ発着する路線は少ない。

## 隣の駅
| フランス国鉄（SNCF） | フランス国鉄（SNCF）              | フランス国鉄（SNCF） |
| --- | --------------------------------- | -------------------- |
| ボルドー＝サン＝ジャン駅 アングレーム駅 マッシーTGV駅 トゥールーズ・マタビオ方面                                                                                          | TGV inOui                         | 終点駅               |
| ボルドー＝サン＝ジャン駅 アジャン方面 | TGV inOui                         | 終点駅               |
| ボルドー＝サン＝ジャン駅 マッシーTGV駅 アンダイエ方面 タルブ方面 | TGV inOui                         | 終点駅               |
| ボルドー＝サン＝ジャン駅 アングレーム駅 アルカション方面 | TGV inOui                         | 終点駅               |
| ボルドー＝サン＝ジャン駅 アングレーム駅 ポワチエ駅 シャテルロー駅 サン・ピエール・デ・コール駅 ヴァンドーム＝ヴィリエ＝シュル＝ロワール＝TGV駅 ボルドー＝サン＝ジャン方面 | TGV inOui                         | 終点駅               |
| ニオール駅 ポワチエ駅 サン・ピエール・デ・コール駅 ラ・ロシェル＝ヴィル方面                                                                                               | TGV inOui                         | 終点駅               |
| ヴァンドーム＝ヴィリエ＝シュル＝ロワール＝TGV駅 ポワチエ方面 トゥール方面                                                                                                 | TGV inOui                         | 終点駅               |
| ラヴァル駅 ル・マン駅 カンペール方面 ロリアン方面 ブレスト方面 ランニオン方面 サン・マロ方面 レンヌ方面 ル・マン方面                                                      | TGV inOui                         | 終点駅               |
| アンジェ＝サン＝ロー駅 サブレ＝シュル＝サルト駅 ル・マン駅 マッシーTGV駅 レ・サーブル＝ドロンヌ方面 ル・クロワジック方面 サン＝ナゼール方面 ナント方面                    | TGV inOui                         | 終点駅               |
| ボルドー＝サン＝ジャン駅 アングレーム駅 マッシーTGV駅 トゥールーズ・マタビオ方面                                                                                          | Ouigo                             | 終点駅               |
| ボルドー＝サン＝ジャン駅 ポワチエ駅 サン・ピエール・デ・コール駅 マッシーTGV駅 ボルドー＝サン＝ジャン方面                                                                 | Ouigo                             | 終点駅               |
| ポワチエ駅 ラ・ロシェル＝ヴィル方面 | Ouigo                             | 終点駅               |
| レンヌ駅 ブレスト方面 | Ouigo                             | 終点駅               |
| ル・マン駅 カンペール方面 ナント方面 | Ouigo                             | 終点駅               |
| レーグル駅 ヴェルヌイユ＝シュル＝アーヴル駅 ドルー駅 ヴェルサイユ＝シャンティエ駅 グランヴィル方面                                                                        | TERノルマンディー(Krono)          | 終点駅               |
| ドルー駅 ヴェルサイユ＝シャンティエ駅 ポントルソン＝モン＝サン＝ミシェル方面 アルジャンタン方面                                                                           | TERノルマンディー(Krono)          | 終点駅               |
| ヴェルサイユ＝シャンティエ駅 ル・マン方面 ノジャン＝ル＝ロトルー方面 | TERサントル＝ヴァル・ド・ロワール | 終点駅               |
| エペルノン駅 ヴェルサイユ＝シャンティエ駅 ル・マン方面 シャルトル方面 | TERサントル＝ヴァル・ド・ロワール | 終点駅               |
| ヴェルサイユ＝シャンティエ駅 ドルー方面 | トランシリアンN線                 | 終点駅               |
| ヴェルサイユ＝シャンティエ駅 ビロフレー＝リヴ＝ゴーシュ駅 バンブ＝マラコフ駅 ランブイエ方面                                                                               | トランシリアンN線                 | 終点駅               |
| バンブ＝マラコフ駅 マント＝ラ＝ジョリー方面 プレジール＝グリニョン | トランシリアンN線                 | 終点駅               |